# Chloé Graftiauxová
Chloé Graftiauxová (18. července 1987 – 21. srpna 2010) byla belgická reprezentantka ve sportovním lezení, vítězka Melloblocca a juniorská mistryně světa v lezení na obtížnost. Zahynula během sestupu po výstupu v oblasti Montblantského masivu.

## Závodní výsledky
| Melloblocco | Melloblocco | Melloblocco |
| Rok         | 2009        | 2010        |
| ----------- | ----------- | ----------- |
| Bouldering  | 1-6         | 1           |

| Světový pohár | Světový pohár |
| Rok           | 2010          |
| ------------- | ------------- |
| Obtížnost     |               |
| jednotlivě*   |               |
|               |               |
| Bouldering    | 3             |
| jednotlivě*   |               |
|               |               |
| Kombinace     |               |

* pozn.: nalevo jsou poslední závody v roce
| Mistrovství Francie | Mistrovství Francie |
| Rok                 | 2008                |
| ------------------- | ------------------- |
| Bouldering          | 3                   |

| Mistrovství světa juniorů | Mistrovství světa juniorů | Mistrovství světa juniorů | Mistrovství světa juniorů |
| Rok                       | 2002 kat. B               | 2004 kat. A               | 2006 juniorky             |
| ------------------------- | ------------------------- | ------------------------- | ------------------------- |
| Obtížnost                 | 1                         | 3                         | 4                         |
| Rychlost                  |                           |                           | 4                         |